# PP-90
Le PP-90 est une pistoller-mitrailleur repliable russe chambré en 9 x 18 mm, développée par le bureau d'études d'instrument de Tula pour être utilisée avec des unités spéciales du ministère russe de l'intérieur (MVD). Il est conçu pour le combat rapproché, en particulier les engagements qui nécessitent un déploiement rapide de l'arme dans des circonstances inhabituelles.

## Caractéristiques
Le PP-90 (abréviation de Pistolet-pulemet obrazets 1990, russe : ПП-90   - Пистолет-пулемет, "Modèle de pistolet mitrailleur de 1990") est une arme uniquement automatique qui utilise la méthode de fonctionnement à retour direct, chambrée pour la cartouche Makarov 9 × 18 mm. L'arme a une ressemblance conceptuelle avec la mitraillette 9 × 19 mm FMG fabriquée par la société américaine Ares.
Le PP-90 peut être divisé dans les parties suivantes : le récepteur (qui abrite le canon, le verrou, le mécanisme de retour, la sécurité et le sélecteur de tir), la poignée du pistolet/puits de chargeur et la crosse. Lorsqu'ils sont transportés en position repliée (le verrou est dans sa position avant et fermée), la poignée du pistolet et le chargeur sont repliés sous le canon en ligne avec l'axe de l'alésage et recouverts par le corps de crosse plié. L'arme pliée ressemble à un cuboïde avec les dimensions suivantes - 270 × 90 × 32 mm, dépourvue de tout élément saillant, permettant une dissimulation aisée. Pour préparer l'arme au tir, la crosse est pivotée vers l'extérieur (simultanément la poignée du pistolet avec le chargeur, la gâchette et le pontet se déploient), la sécurité est désengagée et le verrou armé. La poignée d'armement du boulon est placée à l'extrémité arrière du boîtier du récepteur et est accessible par le dessous de la crosse.
Au cours de la phase de conception, l'accent a été mis sur la sécurité lors de l'utilisation de l'arme; les mécanismes internes sont configurés pour assurer qu'il est impossible d’utiliser l'arme à feu dans sa position repliée ou lorsque la crosse n'est pas entièrement déployée. Le PP-90 dispose également d'un sélecteur manuel de sécurité. La bascule de sécurité, installée sur le côté gauche du boîtier du récepteur, a deux réglages : une position supérieure « P » - indiquant que l'arme est sûre et la position inférieure « O » - pour le tir automatique. Le réglage "sûr" désactive mécaniquement le loquet de pêne. Le mécanisme de sécurité interne de l'arme comporte également une sécurité contre les chutes qui l'empêche d'être déchargée lorsqu'elle est lâchée avec une chambre chargée.
La mitraillette est alimentée par un chargeur amovible de 30 cartouches, placé dans un puits à l'intérieur de la poignée évidée du pistolet. Le loquet du chargeur est situé dans le talon de la poignée du pistolet.
Pour le tir ciblé, le PP-90 utilise une mire métallique rabattables (encoche et montant avant); ceux-ci sont fabriqués à partir de tôle mince et se replient pour reposer contre le couvercle supérieur du boîtier du récepteur. La bouche du canon est également filetée et peut recevoir un silencieux.

## Variantes
- Une version du PP-90 chambré dans la cartouche de pistolet Parabellum 9 × 19 mm est connue sous le nom de PP-92 [1].
- Une version à tir sélectif a également été développée, désignée PP-90M.

## Utilisateurs
- Russie – Forces de police.[réf. nécessaire]
- Kazakhstan[3] – Achat d'au moins 800 unités[4]